# Bruno Jordão
Bruno André Cavaco Jordão (12 d'octubre de 1998 en Marinha Grande) és un futbolista professional portugués que juga de centrecampista pel Wolverhampton Wanderers FC anglés.